# Добрун
Добрун (на руски: Добру̀нь) е село в Русия, Брянска област, Суземски район.
Селото е разположено на 20 km северозападно от град Севск. Население 15 души (2008).
Близо до селото, тогава наричано Добриничи (Добрыничи), се състои битката между войските на Лъже-Дмитрий I и княз Фьодор Мстиславский на 21 януари 1605 г.